# Ashburn (Misuri)
Ashburn es un pueblo ubicado en el condado de Pike en el estado estadounidense de Misuri. En el Censo de 2010 tenía una población de 52 habitantes y una densidad poblacional de 152,1 personas por km².

## Geografía
Ashburn se encuentra ubicado en las coordenadas 39°32′45″N 91°10′19″O / 39.54583, -91.17194. Según la Oficina del Censo de los Estados Unidos, Ashburn tiene una superficie total de 0.34 km², de la cual 0.34 km² corresponden a tierra firme y (0%) 0 km² es agua.

## Demografía
Según el censo de 2010, había 52 personas residiendo en Ashburn. La densidad de población era de 152,1 hab./km². De los 52 habitantes, Ashburn estaba compuesto por el 100% blancos, el 0% eran afroamericanos, el 0% eran amerindios, el 0% eran asiáticos, el 0% eran isleños del Pacífico, el 0% eran de otras razas y el 0% pertenecían a dos o más razas. Del total de la población el 0% eran hispanos o latinos de cualquier raza.